# Opanara duplicidentata
Opanara duplicidentata es una especie de moluscos gasterópodos de la familia Charopidae en el orden Stylommatophora.

## Distribución geográfica
Es endémica de las islas Australes, en la Polinesia Francesa.